# 69e corps d'armée
Le 69e corps d'armée également appelé 69e corps de réserve (en allemand : LXIX. Armeekorps, LXIX. Armeekorps z.b.V. ou LXIX. Reservekorps) était un corps d'armée de l'armée de terre allemande: la Heer au sein de la Wehrmacht pendant la Seconde Guerre mondiale.

## Hiérarchie des unités
| Nom          | Nbre d'hommes       | Unités subalternes                | Grade de commandement                 |
| ------------ | ------------------- | --------------------------------- | ------------------------------------- |
| Heeresgruppe | + 300 000           | 2 à + Armeen (Armées)             | Generaloberst ou Generalfeldmarschall |
| Armee        | + 100 000 - 300 000 | 2 à + Armeekorps (Corps d'armées) | General ou Generaloberst              |
| Armeekorps   | + 30 000 - 80 000   | 2 à + Divisionen (Division)       | Generalleutnant ou General            |
| Division     | + 10 000 – 20 000   | 2 à 6 Brigaden (Brigade)          | Generalmajor ou Generalleutnant       |
| Brigade      | + 3 000 – 5 000     | jusqu'à 3 Regimentern (Régiment)  | Oberst ou Generalmajor                |

## Historique
Le LXIX. Reservekorps est formé le 8 juillet 1943 en Croatie.

Il est renommé LXIX. Armeekorps z.b.V. puis LXIX. Armeekorps le 20 janvier 1944, également en Croatie.
Dans le cadre des opérations anti-partisans en Croatie, il est engagé dans l'opération Waldrausch.

## Organisations

### Commandants successifs
| Date                           | Grade                      | Commandant    |
| ------------------------------ | -------------------------- | ------------- |
| 20 janvier 1944 - 31 mars 1944 | General der Infanterie     | Ernst Dehner  |
| 31 mars 1944 - 24 juin 1944    | General der Gebirgstruppen | Julius Ringel |
| 24 juin 1944 - 8 mai 1945      | General der Infanterie     | Helge Auleb   |

### Chef des Generalstabes
| Date                           | Grade       | Commandant        |
| ------------------------------ | ----------- | ----------------- |
| 20 janvier 1944 - Juillet 1944 | Oberst i.G. | Hans Steinbeck    |
| 30 juillet 1944 - Mai 1945     | Oberst i.G. | Herbert Deinhardt |

### 1. Generalstabsoffizier (Ia)
| Date                           | Grade               | Commandant                           |
| ------------------------------ | ------------------- | ------------------------------------ |
| 20 janvier 1944 - Mars 1944    | Oberstleutnant i.G. | Kurt Engelschall                     |
| Mars 1944 - 30 octobre 1944    | Major i.G.          | Friedrich-Wilhelm Esche              |
| 30 octobre 1944 - Janvier 1945 | Major i.G.          | Peter Weyer                          |
| Février 1945 - Mai 1945        | Major i.G.          | Gerd Freiherr von Schäffer-Bernstein |

## Théâtres d'opérations
LXIX. Reservekorps
- Balkans et Grèce : Septembre 1943 - Janvier 1944

LXIX. Armeekorps
- Balkans et Grèce : Janvier 1944 - Mai 1945
  - Opérations anti-partisans en Croatie
    - Opération Kugelblitz (Reserve-Jäger-Regiment 1)

### Rattachement d'Armées
69e corps de réserve
| Date      | Armée          | Groupe d'Armées |
| --------- | -------------- | --------------- |
| 1943      |                |                 |
| Septembre | 2. Panzerarmee | Heeresgruppe F  |
| 1944      |                |                 |
| Janvier   | 2. Panzerarmee | Heeresgruppe F  |

69e corps d'armée
| Date    | Armée          | Groupe d'Armées |
| ------- | -------------- | --------------- |
| 1944    |                |                 |
| Janvier | 2. Panzerarmee | Heeresgruppe F  |
| 1945    |                |                 |
| Janvier | z. Vfg.        | Heeresgruppe F  |
| Avril   | z. Vfg.        | Heeresgruppe E  |

### Unités subordonnées

#### Unités organiques
- Arko 169
- Nachrichten-Kompanie 469, plus tard en février 1945, Korps-Nachrichten-Abteilung 469

#### Unités rattachées
15 mai 1944
- 1re division de cavalerie cosaque
- Reserve-Jäger-Regiment 1

15 juin 1944
- 1. Kosaken-Kavallerie-Division
- 373. Infanterie-Division

15 juillet 1944
- 1. Kosaken-Kavallerie-Division
- 373. Infanterie-Division
- 98. Infanterie-Division

31 août 1944
- 1. Kosaken-Kavallerie-Division
- Reserve-Jäger-Regiment 1 (chasseurs)

15 octobre 1944
- 1. Kosaken-Kavallerie-Division
- Skijäger-Reserve-Regiment 1 (chasseurs à ski)

1er mars 1945
- 1. Kosaken-Kavallerie-Division

31 mars 1945
- Reserve-Jäger-Regiment 1

12 avril 1945
- Division z.b.V. Fischer
- Jäger-Regiment 20

30 avril 1945
- Sturmbrigade[1] Südost

7 mai 1945
- 181. Infanterie-Division
- 7. SS-Freiwilligen-Gebirgs-Division "Prinz Eugen"
- 3. Infanterie-Division (kroatisch)[2]
- 7. Gebirgs-Division (kroatisch)[2]
- 8. Gebirgs-Division (kroatisch)[2]